# Bathonea
Bathonea era un insediamento antico e bizantino in Tracia, noto solo dalle fonti. Sulla laguna di Küçükçekmece ad ovest di Istanbul, un ampio sito di scavo è stato provvisoriamente identificato con Bathonea. Plinio menziona un fiume tracio chiamato Bathynias, Teofane chiama il fiume Bathyrsos, mentre Appiano lo chiama Bithyas: il nome compare anche presso Claudio Tolomeo.

## Primi scavi di Ernest Mamboury
Le rovine furono già visitate negli anni venti del secolo scorso dall'archeologo svizzero Ernest Mamboury, il quale le identificò con la città di Rhegion la cui esistenza è nota dal II secolo a.C. attraverso le fonti. Le rovine della città, che sono sempre state visibili fin dalla sua scomparsa, furono archeologicamente esaminate da Mamboury dal 1938 (secondo altre fonti dal 1937).

## Identificazione ipotetica con Bathonea, dalla tarda antichità al neolitico
Nell'agosto 2009, le rovine di una città sul Mar di Marmara, a circa 20 km a ovest di Istanbul, sono state provvisoriamente associate a Bathonea dal responsabile degli scavi Şengül Aydıngün dell'Università di Kocaeli, che lavora lì dal 2007. Il sito si trova lungo la laguna di Küçükçekmece, la cui profondità va dai 4 a oltre 25 m, ma che era comunque navigabile. Secondo le recenti scoperte Bathonea copriva un'area di circa 8 km²: le sue mura marine erano lunghe la metà di quella di Costantinopoli. I ricchi della capitale costruirono qui ville e palazzi. Nel mezzo della laguna, gli archeologi sottomarini hanno trovato resti di un faro, uno dei pochi romani, a parte quelli di Alessandria e Patara in Licia, nonché un porto. Inoltre, sono stati trovati centinaia di mattoni con il bollo "Konstans", che possono essere trovati anche in edifici della metropoli come la Basilica di Santa Sofia. Prova di commerci a lunga distanza sono le ceramiche provenienti dalla Siria e dalla Palestina.
Bathonea era una phyle di Bisanzio, cioè un insediamento dipendente da questa città, la quale precedette Costantinopoli. I principali ritrovamenti risalgono al periodo tra il II secolo a.C. (fra questi un secondo porto il quale si estende lungo il bordo orientale della penisola) e il 6 ° secolo d.C.. Questi includono il porto romano con banchine, moli e gli edifici circostanti, mura del porto, un enorme serbatoio di 120 × 30 m di lato con parecchie centinaia di metri di condotte d'acqua e resti di strade, così come un cimitero con resti di 20 individui. Nel 2011 erano già state scoperte circa 70 tombe. Le indagini hanno dimostrato che gli uomini erano in media 1,65 m di altezza, le donne 1,50-1,55, e che molti avevano sofferto di artrite, reumatismi, rachitismo, a volte anche di malnutrizione e lavoro troppo duro. In almeno un caso, venne eseguita un'operazione intracranica alla quale il paziente deve essere sopravvissuto per un tempo molto lungo. Inoltre, c'erano 440 fiale di terracotta alte solo da 10 a 20 mm chiamate "unguentaria", contenenti una miscela di sostanze che inalata come fumo ha un effetto antidolorifico. Probabilmente la casa dove sono state trovate le ampolle era un magazzino medico. Almeno una donna mostrava gravi segni di usura sugli incisivi, persino un buco, probabilmente a causa di aghi usati come strumenti.
Al IV secolo risale un monastero di cui sono state scavate le officine. C'erano gioielli, così come oggetti di metallo e vetro. Inoltre, c'era una chiesa del V o VI secolo, costruita su un tempio greco. La chiesa fu gravemente danneggiata da un terremoto nel 557, ma rimase in uso fino al suo crollo nel 1037. Sono stati recuperati i resti di tre uomini che erano stati uccisi da muri crollati. Sembra che la città non si sia mai ripresa dal terremoto, che potrebbe avere avuto una magnitudo pari a 8.0. Forse la città era un porto secondario di Costantinopoli, ma la ricerca archeologica subacquea è molto difficile in quanto la laguna è fortemente inquinata dalle acque reflue industriali. Solo dopo la creazione di un impianto di trattamento già pianificato, le ricerche subacquee potrebbero essere intensificate.
Şengül Aydıngün ha pubblicato la scoperta di figurine e ceramiche ittite risalenti al 2000 a.C. circa. Allo stesso periodo risalgono ceramiche provenienti dall'isola di Cipro. Complessivamente, nel 2011 sono stati trovati circa 50.000 frammenti di ceramica. Nel 2007, gli scavatori hanno trovato pezzi di selce del primo neolitico risalenti a circa 7000 anni fa, i quali sono tra i più antichi artefatti neolitici scoperti in Europa.